# Сотир Лютиков
Сотир Лютиков е гръцки партизанин и деец на СНОФ, НОФ и НОВМ.

## Биография
Роден е през 1916 година в костурското село Загоричани. Взема участие в Итало-гръцката война. По-късно влиза в редиците на Първа егейска ударна бригада, която е създадена през ноември 1944 в Битоля. Заедно с бригадата влиза в битка против силите на Бали Комбетар в Западна Македония. След това се включва в битките на Сремския фронт в рамките на Петнадесети корпус на НОВЮ. По-късно работи в командването в Белград и във военния отдел в Битоля. Става командир на взвод през февруари 1948 година. Убит е през април 1948 година в планината над Люмница, като посмъртно е повишен в чин капитан.